# Afro-Shirazi Party
Afro-Shirazi Party, ASP, var ett tanzaniskt parti som var aktivt i Zanzibar (som då bestod av ön Zanzibar och Pemba). Partiet blev till när det huvudsakligen persiska partiet Shiraz party och det huvudsakligen afrikanska partiet Afro party sammanslogs i Zanzibar. På initiativ av Abeid Karume startades Afro-Shirazi Union för att motverka Zanzibar Nationalist Partys mål att söndra den afrikanska delen av befolkningen. Unionen ledde till grundandet av ASP, som kämpade mot koloniseringen och sultanen. Grundandet av ASP ledde till uteslutandet av araber från makten under revolutionen i Zanzibar 1964. 1977 bildade tillsammans med Tanganyika African National Union partiet Revolutionära statspartiet.
Partiets flagga, som även inspirerade Zanzibars flagga, och därigenom påverkade utseendet av Tanzanias flagga, är en trikolor med blått överst, svart i mitten och grönt nederst. I mitten, på den svarta randen, sitter en gul hacka.

## ASP i val

### 1957 års val
| Zanzibar                         | Zanzibar | Zanzibar | Zanzibar |
| Parti                            | Röster   | %        | Mandat   |
| -------------------------------- | -------- | -------- | -------- |
| Afro-Shirazi Party               | 23 940   | 61.14    | 5        |
| Zanzibar Nationalist Party (ZNP) | 8 604    | 21.97    | -        |
| Muslim Association (MA)          | 6 612    | 16.89    | 1        |
| Totalt antal röster              | 39 156   |          |          |

### 1961 års val (januari)
| Zanzibar                                 | Zanzibar | Zanzibar | Zanzibar |
| Parti                                    | Röster   | %        | Mandat   |
| ---------------------------------------- | -------- | -------- | -------- |
| Afro-Shirazi Party                       | 36 698   | 43.19    | 10       |
| Zanzibar Nationalist Party (ZNP)         | 32 724   | 38.52    | 9        |
| Zanzibar and Pemba People’s Party (ZPPP) | 15 541   | 18.29    | 3        |
| Totalt antal röster                      | 84 963   |          |          |

### 1961 års val (juni)
| Zanzibar                                                                | Zanzibar | Zanzibar | Zanzibar |
| Parti                                                                   | Röster   | %        | Mandat   |
| ----------------------------------------------------------------------- | -------- | -------- | -------- |
| Zanzibar Nationalist Party-Zanzibar and Pemba People’s Party (ZNP-ZPPP) | 45 884   | 49.39    | 13       |
| Afro-Shirazi Party                                                      | 47 015   | 50.61    | 10       |
| Totalt antal röster                                                     | 92 899   |          |          |

### 1963 års val
| Zanzibar                                                                | Zanzibar | Zanzibar | Zanzibar |
| Parti                                                                   | Röster   | %        | Mandat   |
| ----------------------------------------------------------------------- | -------- | -------- | -------- |
| Zanzibar Nationalist Party-Zanzibar and Pemba People’s Party (ZNP-ZPPP) | 73 559   | 45.79    | 18       |
| Afro-Shirazi Party                                                      | 87 085   | 54.21    | 13       |
| Totalt antal röster                                                     | 160 644  |          |          |